# Iassus ranjiti
Iassus ranjiti är en insektsart som beskrevs av Soumyendra Nath Ghosh 1974. Iassus ranjiti ingår i släktet Iassus och familjen dvärgstritar. Inga underarter finns listade i Catalogue of Life.